# Санаєв Нуріслам Валентинович
Нуріслам Валентинович Санаєв (рос. Нурислам Валентинович Санаев; нар. 9 лютого 1991, Чадан, Тива) — російський і казахський борець вільного стилю тувинського походження, срібний та бронзовий призер чемпіонатів світу, чемпіон та бронзовий призер чемпіонатів Азії, бронзовий призер Олімпійських ігор. Заслужений майстер спорту.

## Життєпис
На початку своєї спортивної кар'єри виступав за збірну Росії, боровся у її складі на кількох престижних міжнародних турнірах, але через сильну конкуренцію на чемпіонати Європи та світу не потрапляв, тому в 2014 році прийняв запрошення від Казахстану перейти до лав збірної цієї країни. В Росії Нуріслам не мав свого житла, а в Актобе, де мешкає спортсмен, йому дали дві квартири. Тренується в Алмати, де відкрилась Академія вільної боротьби. Там же вчиться на юриста в Казахському національному університеті в Алмати. Виступає за спортивне товариство «Динамо». У Казахстані, за словами самого борця, він сильно виріс як вольник, основні успіхи пов'язані зі збірною цієї країни, де Санаєв став чемпіоном Азії та фіналістом чемпіонату світу, виступив на Олімпіаді.
На літніх Олімпійських іграх 2016 року посів 12 місце, а вже через п'ять років став бронзовим призером Олімпіади в Токіо. На шляху до півфіналу переміг Діамантіно Іуна Фафе з Гвінеї-Бісау (7:0) та Такахасі Юкі з Японії (4:4 — за рахунок останньої результативної дії). У півфіналі зустрічався з Раві Кумаром Дахія з Індії і вів по ходу поєдинку 9:7, однак у другому періоді індієць виконав туше і здобув перемогу. У сутичці за бронзову нагороду здолав Георгі Вангелова з Болгарії (5:1).
Тувинське ім'я спортсмена Артас Санаа, але перед олімпійськими іграми в Ріо-де-Жанейро, він прийняв іслам і змінив ім'я на казахське Нуріслам Санаєв, щоб його вважали казахом. По завершенні спортивної кар'єри планує залишитися в Казахстані, збирається піднімати вільну боротьбу в Актюбінській області.

## Спортивні результати на міжнародних змаганнях

### Виступи на Олімпіадах
| Змагання                    | Збірна    | Вагова категорія          | Місце  |
| --------------------------- | --------- | ------------------------- | ------ |
| Літні Олімпійські ігри 2016 | Казахстан | вільна боротьба, до 57 кг | 12     |
| Літні Олімпійські ігри 2020 | Казахстан | вільна боротьба, до 57 кг | Бронза |

### Виступи на Чемпіонатах світу
| Змагання                        | Збірна    | Вагова категорія          | Місце  |
| ------------------------------- | --------- | ------------------------- | ------ |
| Чемпіонат світу з боротьби 2014 | Казахстан | вільна боротьба, до 61 кг | 5      |
| Чемпіонат світу з боротьби 2015 | Казахстан | вільна боротьба, до 57 кг | 5      |
| Чемпіонат світу з боротьби 2017 | Казахстан | вільна боротьба, до 57 кг | 12     |
| Чемпіонат світу з боротьби 2018 | Казахстан | вільна боротьба, до 57 кг | Срібло |
| Чемпіонат світу з боротьби 2019 | Казахстан | вільна боротьба, до 57 кг | Бронза |

### Виступи на Чемпіонатах Азії
| Змагання                       | Збірна    | Вагова категорія          | Місце  |
| ------------------------------ | --------- | ------------------------- | ------ |
| Чемпіонат Азії з боротьби 2017 | Казахстан | вільна боротьба, до 57 кг | Бронза |
| Чемпіонат Азії з боротьби 2018 | Казахстан | вільна боротьба, до 61 кг | Золото |
| Чемпіонат Азії з боротьби 2020 | Казахстан | вільна боротьба, до 57 кг | 5      |

### Виступи на Кубках світу
| Змагання                    | Збірна | Вагова категорія          | Місце |
| --------------------------- | ------ | ------------------------- | ----- |
| Кубок світу з боротьби 2012 | Росія  | вільна боротьба, до 55 кг | 8     |

### Виступи на інших змаганнях
| Змагання                                       | Збірна    | Вагова категорія                 | Місце  |
| ---------------------------------------------- | --------- | -------------------------------- | ------ |
| Золотий Гран-прі з боротьби 2012 (Красноярськ) | Росія     | вільна боротьба, до 55 кг        | Бронза |
| Золотий Гран-прі з боротьби 2012 (Баку)        | Росія     | вільна боротьба, до 55 кг        | Бронза |
| Кубок Рамзана Кадирова 2012                    | Росія     | вільна боротьба, до 55 кг        | Срібло |
| Rumble on the Rails 2013                       | Росія     | Multiple Style Event, до LL60 кг | Срібло |
| Об'єднаний турнір з 4 видів боротьби 2013      | Росія     | Multiple Style Event, до LL55 кг | Золото |
| Міжнародний турнір Дінмухамеда Кунаєва 2014    | Казахстан | вільна боротьба, до 57 кг        | Золото |
| Турнір Яшара Догу 2015                         | Казахстан | вільна боротьба, до 57 кг        | Золото |
| Турнір Алі Алієва 2015                         | Казахстан | вільна боротьба, до 57 кг        | Бронза |
| Кубок Президента Казахстану з боротьби 2015    | Казахстан | вільна боротьба, до 57 кг        | Бронза |
| Міжнародний турнір Дінмухамеда Кунаєва 2015    | Казахстан | вільна боротьба, до 57 кг        | Золото |
| Турнір Алі Алієва 2016                         | Казахстан | вільна боротьба, до 57 кг        | 5      |
| Гран-прі «Іван Яригін» 2017                    | Казахстан | вільна боротьба, до 61 кг        | 15     |
| Турнір Дана Колова — Николи Петрова 2017       | Казахстан | вільна боротьба, до 61 кг        | 32     |
| Меморіал Вацлава Циолковського 2017            | Казахстан | вільна боротьба, до 57 кг        | Золото |
| Турнір Аланії з боротьби 2017                  | Казахстан | вільна боротьба, до 61 кг        | 5      |
| Міжнародний турнір Дінмухамеда Кунаєва 2017    | Казахстан | вільна боротьба, до 61 кг        | Срібло |
| Відкритий чемпіонат Польщі з боротьби 2018     | Казахстан | вільна боротьба, до 57 кг        | Бронза |
| Турнір Дана Колова — Николи Петрова 2019       | Казахстан | вільна боротьба, до 61 кг        | Золото |
| Меморіал Вацлава Циолковського 2019            | Казахстан | вільна боротьба, до 57 кг        | Срібло |
| Міжнародний турнір Дінмухамеда Кунаєва 2019    | Казахстан | вільна боротьба, до 65 кг        | 25     |
| Турнір Аланії з боротьби 2019                  | Казахстан | вільна боротьба, до 61 кг        | 15     |
| Турнір Маттео Пелліцоне 2020                   | Казахстан | вільна боротьба, до 61 кг        | Срібло |
| Турнір Маттео Пелліцоне 2021                   | Казахстан | вільна боротьба, до 57 кг        | Золото |
| Турнір Дана Колова — Николи Петрова 2021       | Казахстан | вільна боротьба, до 61 кг        | Золото |
| Меморіал Вацлава Циолковського 2021            | Казахстан | вільна боротьба, до 61 кг        | Бронза |
| Турнір Алі Алієва 2021                         | Казахстан | вільна боротьба, до 61 кг        | 16     |